# タルバガタイ地区
タルバガタイ地区（タルバガタイちく、ウイグル語：تارباغاتاي ۋىلايىتى、中国語：塔城地区）は中国新疆ウイグル自治区イリ・カザフ自治州に位置する地区。カザフ族など少数民族の人口は38.5万人。「タルバガタイ」はモンゴル語でタルバガン（マーモットの一種）がいる所という意味。中国語では塔城地区と呼ばれている。

## 地理
新疆西北部、イリ・カザフ自治州の中部にあり、西北はカザフスタン共和国と546 kmに渡り接する。
中央部には石油重鎮である自治区直轄のカラマイ市の独山子区石油化学基地と自治州直轄県級市クイトゥン市を有する。
地区行政公署所在地であるチョチェク市街は自治区の首府ウルムチ市より637 km、自治州人民政府所在地グルジャ市より832 km離れる。

## 歴史
- 1764年 - 清政府が肇豊城を建て、タルバガタイ（塔爾巴哈台）参賛大臣が駐防する行政区として正式に設立。
- 1864年 - ロシア帝国との間に『中俄勘分西北界約記』（カシュガル条約）を締結させられ、清は西北の辺境の領土を40万km2以上も失った。うち塔城地区は10万km2強を失った。
- 1893年 - ロシアに租借されて10年が経過したバルリク（巴爾魯克）山を回復。
- 1916年 - タルバガタイ参賛大臣は廃止されたが、塔城道を設け、塔城・ウス（烏蘇）・沙湾の三県を管轄した。
- 1929年 - 塔城道は塔城行政区と改められた。
- 1969年 - ソ連軍によるバルリク山西部テレクチ（鉄列克提）への侵入。
- 1984年 - 塔城県は塔城市と改められた。
- 1989年 - 塔城市を対外開放。
- 1990年 - 塔城地区巴克図口岸の臨時開放。
- 1995年 - 塔城民航機場が完成、正式通航。

## 経済
主に穀物・綿花・甜菜などの農産品を生産。2003年の農牧民平均収入は4007元。

## 行政区画
3県級市・3県・1自治県を管轄する。
- 県級市：
  - チョチェク（塔城）市・ウス（烏蘇）市・沙湾市
- 県：
  - ドルビルジン（額敏）県・チャガントカイ（裕民）県・トリ（託里）県
- 自治県：
  - コブクサル・モンゴル（和布克賽爾蒙古）自治県

区内に新疆生産建設兵団農七、八、九、十師の所属する36の農墾団場を有する。
| タルバガタイ地区の地図                                                                             |
| -------------------------------------------------------------------------------------------------- |
| チョチェク市 ウス市 ドルビルジン県 沙湾市 トリ県 チャガント · カイ県 コブクサル・モンゴル · 自治県 |

### 年表
この節の出典

#### タルバガタイ専区
- 1949年10月1日 - 中華人民共和国新疆省タルバガタイ専区が成立。チョチェク県・ウス県・沙湾県・ドルビルジン県・チャガントカイ県・和豊県・トリ中心区が発足。（6県1中心区）
- 1953年1月10日 - トリ中心区が県制施行し、トリ県となる。（7県）
- 1954年9月10日 - 和豊県が自治県に移行し、ホボクサル・モンゴル自治県となる。（6県1自治県）
- 1954年11月27日 - タルバガタイ専区がイリ・カザフ自治州タルバガタイ専区に改称。

#### 新疆省イリ・カザフ自治州タルバガタイ専区
- 1955年9月13日 - 新疆ウイグル自治区の成立により、新疆ウイグル自治区イリ・カザフ自治州タルバガタイ専区となる。

#### 新疆ウイグル自治区イリ・カザフ自治州タルバガタイ地区
- 1958年5月29日 - ホボクサルモンゴル自治県・トリ県・ウス県の各一部が合併し、自治区直轄県級行政区のカラマイ市となる。（6県1自治県）
- 1975年1月30日 - イリ・カザフ自治州タルバガタイ専区がイリ・カザフ自治州タルバガタイ地区に改称。（6県1自治県）
- 1976年1月2日 - 沙湾県が石河子地区に編入。（5県1自治県）
- 1978年6月5日 - 石河子地区沙湾県を編入。（6県1自治県）
- 1984年11月17日 - チョチェク県が市制施行し、チョチェク市となる。（1市5県1自治県）
- 1996年7月10日 - ウス県が市制施行し、ウス市となる。（2市4県1自治県）
- 2017年12月30日 - 沙湾県の一部が石河子市に編入。（2市4県1自治県）
- 2019年11月6日 - ウス市の一部がカラマイ市カラマイ区の一部、イリ・カザフ自治州クイトゥン市の一部と合併し、自治区直轄県級行政区の胡楊河市となる。（2市4県1自治県）
- 2021年1月20日 - 沙湾県が市制施行し、沙湾市となる。（3市3県1自治県）
- 2023年1月20日 - チョチェク市の一部分立し、自治区直轄県級行政区の白楊市となる。（3市3県1自治県）[3][4]

#### 石河子地区
- 1976年1月2日 - イリ・カザフ自治州タルバガタイ地区沙湾県、昌吉回族自治州マナス県を編入。石河子地区が成立。（1市2県）
  - 沙湾県の一部が分立し、石河子市が発足。
- 1978年6月5日 
  - 石河子市が自治区直轄県級行政区となる。
  - 沙湾県がイリ・カザフ自治州タルバガタイ地区に編入。
  - マナス県が昌吉回族自治州に編入。